# USS Cook (DE-1083)
El USS Cook (DE-1083/FF-1083) fue una fragata de la clase Knox botada en 1971. Tras su servicio con la Armada de los Estados Unidos, fue transferida la República de China en 1994, donde prestó servicio como ROCS Hae Yang.

## Construcción
Fue construida en el Avondale Shipyard de Westwego (Luisiana). Fue colocada la quilla el 20 de marzo de 1970. El casco fue botado el 23 de enero de 1971; y fue asignada el 18 de septiembre de 1971.

## Historia de servicio
En 1975 participó de la Operación Frequent Wind (Vietnam del Sur) y fue condecorada. En 1979 sufrió una colisión con el buque de víveres USS Mars. Tras su retiro de la US Navy, fue transferida en 1994 a la marina de guerra de la República de China; y su nombre cambió a ROCS Hai Yang (FF-936). Fue retirada en 2014 y posteriormente hundida como blanco naval.

## Nombre
Su nombre USS Cook fue impuesto en homenaje al aviador naval Wilmer P. Cook, piloto de A-4D Skyhawk del VA-155 caído en acción en 1967 durante la guerra de Vietnam.